# Aegoprepes
Aegoprepes là một chi bọ cánh cứng thuộc họ Xén tóc, gồm các loài dưới đây:
- Aegoprepes affinis Breuning, 1948
- Aegoprepes antennator Pascoe, 1871